# Adrian Mutu
Adrian Mutu (født 8. januar 1979 i Călineşti) er en rumænsk tidligere fodboldspiller som spillede som offensiv midtbane eller angriber. Han spillede gennem karrieren blandt andet for Inter Milan, Parma,Fiorentina, Cesena, Chelsea, og Juventus.
Mutu nåede desuden at spille 77 kampe og score 35 mål for det rumænske landshold. Han har sammen med Gheorghe Hagi rekorden for flest scoret mål for landsholdet.